# Литовкин, Александр Игоревич
Александр Игоревич Литовкин (24 июня 1954 года — 26 декабрь 2013 года) — советский и российский актёр театра и кино.

## Биография
Александр Литовкин родился 24 июня 1954 года. В 1975 году окончил Школу-студию МХАТ (курс В. К. Монюкова). В том же 1975 году его руководитель в Школе-студии В. К. Монюков основал Новый московский драматический театр и стал его первым главным режиссёром. Александр Литовкин как и практически весь его выпускной курс был приглашён в этот театр, где и проработал много лет.
Кроме Нового московского драматического театра А.И Литовкин играл также в театральных постановках центра им. Вс. Мейерхольда, изредка снимался в кино, принимал участие в радиоспектаклях. Наиболее заметна роль главаря контрабандистов в фильме «Кин-дза-дза!». Актёр центра им. Вс. Мейерхольда и Нового московского драматического театра.
Похоронен на Ваганьковском кладбище.

## Творчество

### Роли в театре

#### Новый московский драматический театр
- «Из записок Лопатина» по К. М. Симонову — Гурский
- «Путь вашей жизни» У. Сарояна — Гарри
- «Игра воображения» Э. В. Брагинского — Юрий
- «Хрустальное сердце» Л. Е. Устинова — Генерал
- «Притворщики» Эмиля Брагинского и Эльдара Рязанова — Виталий
- «Легендарная личность» В. В. Левашова — Арнольд
- «Единственный наследник» Ж. Реньяра — Эраст
- «Обернитесь в беге» Н. И. Мирошниченко по «Зоне риска» Л. К. Корнешова — Коновалов
- «Песни XX века» по пьесам Л. С. Петрушевской «Любовь», «Песни XX века» и «Лестничная клетка» — Слава
- «Императорский безумец» Я. Кросса — Ламинг
- «Танго» Славомира Мрожека — Эдек
- «Орленок» Э. Ростана — граф Бомбель
- «Ассамблея» П. П. Гнедича — Пётр I
- «Московские истории о любви и браке» по пьесам А. Н. Островского «Тушино» и «Не сошлись характерами!» — Сеитов[4]

#### Центр им. Вс. Мейерхольда
- 1999 — «Тушино». Режиссёр: Б. Львов-Анохин — ростовский воевода Третьяк Сеитов[5]
- 2005 — «12 разгневанных мужчин». Режиссёр: Вячеслав Долгачев[6][7]
- 2005 — «Сторож». Режиссёр: Владимир Рудой[8]

### Радиоспектакли
- «Сердца и шпаги» по роману А. Дюма «Три мушкетёра»
- «Приключения Растёгина» по А. Толстому — Окоёмов
- «Возмутитель спокойствия» по Л. Филатову — начальник эмирской стражи

### Фильмография
| Год  |   | Название                | Роль                     |
| ---- | - | ----------------------- | ------------------------ |
| 1982 | ф | Ассоль                  | Хин                      |
| 1986 | ф | Начни сначала           | Толя, друг Холодкова     |
| 1986 | ф | Кин-дза-дза!            | главарь контрабандистов  |
| 1988 | ф | Скорый поезд            | родственник              |
| 1991 | ф | Не будите спящую собаку | Имя персонажа не указано |
| 1993 | ф | Вопреки всему           | Имя персонажа не указано |